# Buch (Szafuza)
Buch – miejscowość i gmina w północnej Szwajcarii, w kantonie Szafuza.   

## Demografia
W Buch mieszka 307 osób. W 2021 roku 24,1% populacji gminy stanowiły osoby urodzone poza Szwajcarią. 